# Terceira República da Nigéria
A Terceira República foi o planejado governo republicano da Nigéria em 1993 que devia ser governado pela terceira constituição republicana.

## Os fundadores da Terceira República (1993)
A constituição da Terceira República foi elaborada em 1989, quando Geral Badamasi Ibrahim Babangida (IBB), o Chefe de Estado militar, prometido pelo governo militar para terminar em 1990 – uma data que posteriormente foi adiada para 1993. IBB levantou a proibição de atividade política, na Primavera de 1989, e seu governo criou dois partidos políticos: o centro-direita Convenção Nacional Republicana (NRC) e o centro-esquerda Partido Social Democrata (SDP). Eleições legislativas governamentais e estaduais foram realizadas em dezembro de 1991, enquanto que a eleição presidencial foi adiada até 12 de junho 1993 - devido à agitação política. MKO Abiola, um rico empresário iorubá, teve uma vitória decisiva nas eleições presidenciais na plataforma SDP.

## Presidente-eleito
| Presidente-Eleito | Eleito              | Partido |
| ----------------- | ------------------- | ------- |
| MKO Abiola        | 12 de junho de 1993 | SDP     |

## Partidos políticos
- Convenção Nacional Republicana (NRC)
- Partido Social Democrata (SDP)

## Anulação
Em 23 de junho de 1993, IBB teve a eleição anulada, e isto jogou o país no caos. IBB eventualmente curvou-se as pressões do seu círculo íntimo e demitiu-se do seu cargo em 23 de agosto de 1993. Ernest Shonekan, um negociante iorubá, e chefe da equipe de transição de IBB, assumiu o cargo da presidência como o Chefe do Governo Provisório Nacional. Shonekan foi incapaz de gerir a turbulência política que se seguiu pós-IBB nos meses seguintes.
Seu governo provisório foi discretamente retirado pelo Ministro da Defesa, General Sani Abacha em 17 de novembro de 1993. Em 11 de junho de 1994, o presidente-eleito Moshood Kashimawo Olawale Abiola, declarou-se presidente e se escondeu. A administração Abacha caçou Abiola e prendeu-o por traição. Abiola permaneceu na prisão até a sua morte em 1998.